# Cikarang (Cidolog)
Cikarang is een bestuurslaag in het regentschap Sukabumi van de provincie West-Java, Indonesië. Cikarang telt 4555 inwoners (volkstelling 2010).